# Монбельяр (округ)
Округ Монбельяр (фр. Arrondissement de Montbéliard) — округ у Франції, в департаменті Ду. 2023 року округ об'єднував 168 муніципалітетів, населення становило 175 587 осіб.
Адміністративний центр (супрефектура) — Монбельяр.

## Муніципалітети
Список муніципалітетів округу та їхні коди INSEE:
1. Аббевілле (25004)
2. Акколан (25005)
3. Алланжуа (25011)
4. Аллондан (25013)
5. Антей (25018)
6. Аппенан (25019)
7. Арбуан (25020)
8. Арсе (25022)
9. Баван (25048)
10. Бадевель (25040)
11. Бар (25043)
12. Баттенан-Варен (25046)
13. Бельвуар (25053)
14. Бельерб (25051)
15. Бельфе (25049)
16. Берш (25054)
17. Беталь (25059)
18. Бетонкур (25057)
19. Б'єф (25061)
20. Бламон (25063)
21. Блюссан (25067)
22. Блюссанжо (25066)
23. Бондеваль (25071)
24. Бранн (25087)
25. Бретіньє (25093)
26. Броньяр (25097)
27. Бургіньон (25082)
28. Бурнуа (25083)
29. Бюрневілле (25102)
30. Валантіньє (25580)
31. Валонн (25583)
32. Валорей (25584)
33. Вандонкур (25586)
34. Веллеван (25597)
35. Веллеро-ле-Бельвуар (25595)
36. Вернуа-ле-Бельвуар (25607)
37. В'є-Шармон (25614)
38. Віллар-ле-Бламон (25615)
39. Віллар-су-Дамжу (25617)
40. Віллар-су-Еко (25618)
41. Віт-ле-Бельвуар (25635)
42. Воклюз (25588)
43. Воклюзотт (25589)
44. Вофре (25591)
45. Вужаюкур (25632)
46. Гле (25274)
47. Глер (25275)
48. Гран-Шармон (25284)
49. Гу-ле-Дамбелен (25281)
50. Гумуа (25280)
51. Даль (25196)
52. Дамбелен (25187)
53. Дамбенуа (25188)
54. Дамжу (25192)
55. Дамп'єрр-ле-Буа (25190)
56. Дамп'єрр-сюр-ле-Ду (25191)
57. Дамришар (25193)
58. Даннмарі (25194)
59. Дезандан (25198)
60. Ден (25207)
61. Ебр (25008)
62. Еко (25214)
63. Ексенкур (25230)
64. Екюрсе (25216)
65. Ендвілле (25314)
66. Еримонкур (25304)
67. Етрапп (25226)
68. Етуван (25224)
69. Етюп (25228)
70. Ешенан (25210)
71. Ємондан (25311)
72. Жемонваль (25264)
73. Жене (25266)
74. Іссан (25316)
75. Коломб'є-Фонтен (25159)
76. Крозе-ле-Гран (25177)
77. Крозе-ле-Петі (25178)
78. Кур-Сен-Морис (25173)
79. Курсель-ле-Монбельяр (25170)
80. Куртфонтен (25174)
81. Ла-Гранж (25290)
82. Ла-Претьєр (25470)
83. Лантенан (25327)
84. Ле-Брезе (25091)
85. Ле-Вернуа (25608)
86. Ле-Плен-е-Гран-Ессар (25458)
87. Ле-Терр-де-Шо (25138)
88. Лез-Екорс (25213)
89. Лер (25322)
90. Л'Іль-сюр-ле-Ду (25315)
91. Лонжвель-сюр-Ду (25345)
92. Л'Опіталь-Сен-Льєффруа (25306)
93. Лугр (25350)
94. Льєбвілле (25335)
95. Маїш (25356)
96. Мандер (25367)
97. Мансенан (25365)
98. Мансенан-Лізрне (25366)
99. Марвеліз (25369)
100. Мате (25370)
101. Медьєр (25372)
102. Мельєр (25378)
103. Мон-де-Вуньє (25392)
104. Монбельяр (25388)
105. Монжуа-ле-Шато (25402)
106. Монтандон (25387)
107. Монтансі (25386)
108. Монтенуа (25394)
109. Монтешеру (25393)
110. Нешатель-Юртьєр (25422)
111. Номме (25428)
112. Нуарфонтен (25426)
113. Оденкур (25031)
114. Онан (25431)
115. Орв (25436)
116. Оржан-Бланшфонтен (25433)
117. Отешо-Руад (25033)
118. Пезе (25449)
119. Пеї-де-Клерваль (25156)
120. П'єррфонтен-ле-Бламон (25452)
121. Помп'єрр-сюр-Ду (25461)
122. Пон-де-Руад-Вермондан (25463)
123. Презантвілле (25469)
124. Прованшер (25471)
125. Ран (25479)
126. Рандвілле (25478)
127. Раон (25476)
128. Ремондан-Вевр (25485)
129. Ренан (25481)
130. Розьєр-сюр-Барбеш (25503)
131. Рош-ле-Бламон (25497)
132. Рош-ле-Клерваль (25496)
133. Сансе (25529)
134. Селонкур (25539)
135. Семондан (25540)
136. Сен-Жорж-Армон (25516)
137. Сен-Жульєн-ле-Монбельяр (25521)
138. Сен-Іпполіт (25519)
139. Сен-Морис-Коломб'є (25524)
140. Сент-Марі (25523)
141. Сент-Сюзанн (25526)
142. Серне-л'Егліз (25108)
143. Сольмон (25548)
144. Сошо (25547)
145. Суй (25553)
146. Сульс-Серне (25551)
147. Суран (25552)
148. Сюрмон (25554)
149. Тайкур (25555)
150. Тревілле (25571)
151. Тюле (25562)
152. Тьєбуан (25559)
153. Фель (25239)
154. Фемб (25232)
155. Феррієр-ле-Лак (25234)
156. Фессвілле (25238)
157. Феш-ле-Шатель (25237)
158. Флере (25244)
159. Фонтен-ле-Клерваль (25246)
160. Фрамбуан (25256)
161. Фруадво (25261)
162. Фурне-Бланшрош (25255)
163. Шазо (25145)
164. Шамзоль (25114)
165. Шаркемон (25127)
166. Шармовілле (25124)
167. Шармуай (25125)
168. Юртьєр (25573)